# Allan Ritschardowitsch Erdman
Allan Ritschardowitsch Erdman (russisch Аллан Ричардович Эрдман; * 11. Juli 1933 in Welikije Luki, Russische SFSR) ist ein ehemaliger sowjetischer Sportschütze.

## Erfolge
Allan Erdman nahm an den Olympischen Spielen 1956 in Melbourne mit dem Freien Gewehr im Dreistellungskampf teil. In diesem erzielte er 1137 Punkte, womit er einen Punkt hinter Olympiasieger Wassili Borissow blieb und vor dem drittplatzierten Vilho Ylönen die Silbermedaille gewann. Zwischen 1955 und 1963 sicherte er sich fünf nationale Meistertitel. Nach seiner aktiven Karriere arbeitete er als Sportschießtrainer bei ZSKA Moskau. Erdman erhielt das Ehrenzeichen der Sowjetunion.